# Isi & Ossi
Isi & Ossi ist eine deutsche Liebeskomödie von Oliver Kienle aus dem Jahr 2020 und ist die erste deutschsprachige Netflix-Eigenproduktion, produziert von X Filme.

## Handlung
Isi kommt aus einem reichen Elternhaus und lebt in einer Villa in Heidelberg. Dieses Erbe ist ihr eher eine Bürde und so rebellierte sie schon als Kind gegen das Elternhaus. Ihr Abitur schaffte sie nur durch Unterstützung des Anwalts der Familie. Doch statt des begehrten BWL-Studiums will sie lieber in New York Köchin werden. Im Gegensatz dazu steht Ossi Markowski, wohnhaft in Mannheim. Mehr schlecht als recht schlägt er sich mit seiner Mutter, die eine überschuldete Tankstelle betreibt, irgendwie durchs Leben. Er träumt von einer Profiboxerkarriere, doch gerade ist sein Sponsor abgesprungen. Zudem kommt sein Opa, ein verwahrloster Kleinkrimineller, gerade aus dem Gefängnis.
Die Wege von Isi und Ossi treffen sich in einer Burgerbude in Mannheim. Isi benutzt Ossi, damit ihre Eltern ihr die Kochausbildung erlauben. Andersherum benutzt er aber auch sie für ihr Geld, weil er und seine Mutter finanziell in einer ausweglosen Lage sind. Zugleich startet Ossis Großvater als Rapstar „Legende“ durch. Was als Spiel beginnt, wird jedoch plötzlich ernst, die beiden empfinden etwas füreinander. Doch als Isis Eltern einknicken, zerbricht die sich anbahnende Beziehung.
Nach einigen Verwicklungen entscheidet sich Isi schließlich gegen die Kochlehre und kauft die Burgerbude auf. Ossi gewinnt seinen Profikampf und die beiden starten in eine ungewisse Zukunft.

## Hintergrund
Drehorte waren Berlin, Mannheim und Heidelberg. Das Schlossgebäude, in dem Isi wohnen soll, ist fiktiv und wird am Anfang des Films dort verortet, wo sich tatsächlich die Klosterruine St. Michael befindet (auf dem Heiligenberg, oberhalb der Thingstätte). Für den Dreh verwendet wurde das „Neue Schloss“ in Langenzell.
Der Film erschien am 14. Februar 2020 auf dem Streaming-Dienst von Netflix. Regie führte Oliver Kienle, der vorher für die deutsch-luxemburgische Fernsehserie Bad Banks verantwortlich zeichnete.

## Rezensionen
Der Film verzeichnete gemischte Kritiken. Jan Freitag von neues Deutschland lobte das „nach »Bad Banks« zweitbeste deutschsprachige Drehbuch seit langem“ und hob in seiner Rezension den „fantastischen Cast“ hervor. Er schrieb weiter:
„Darüber hinaus aber schafft Oliver Kienle nach dem Jugendfilm »Bis aufs Blut« bereits zum zweiten Mal, was öffentlich-rechtlichen Sozialdramen meist herzlich misslingt: Die Jugendkultur zwischen Ausbruchsattitüde und Zukunftsträumen frei von Peinlichkeiten aufs Korn zu nehmen, ohne sie bloßzustellen. Allein dafür muss man dem ersten deutschen Spielfilm von Netflix dankbar sein.“
In der Süddeutschen Zeitung schrieb Philip Bovermann, dass Isi & Ossi „fast alle in Deutschland auffindbaren gesellschaftlichen Gräben - zwischen Ost und West, Jung und Alt, ‚Kartoffeln‘ und ‚Kanaken‘“ überbrückt, „indem die gegnerischen Lager gegen einen gemeinsamen Feind in Stellung gebracht werden: das Geld.“ Er kommt zu dem Schluss: „Wenn es das ist, was Netflix in seiner Datenkristallkugel über Deutschland gelesen hat, besteht vielleicht doch noch Hoffnung.“
Jens Müller hingegen betitelte eine Rezension für die Website der taz mit der Überschrift „Wow, Netflix kann auch schlecht“ und verglich die Ästhetik und den Stil der Screwball-Komödie mit Eigenproduktionen aus dem Hause ProSieben oder Sat.1 vor 20 Jahren und den Film damit als wenig originell.
Oliver Jungen schrieb in der FAZ:

„Wenn die oft haarsträubenden Dialoge (...) nach knapp zwei Stunden in den Satz ‚Denn so ist das verfickte Leben‘ münden, bleibt nur das resignierte Resümee, dass dieser grelle Netflix-Aufschlag, der seine eigentlich großartigen Darsteller unterfordert und nicht einmal als geschlechtergerechte ‚Pretty Woman‘-Neuverfilmung durchginge, kaum den erhofften Epochenumbruch für die deutsche Mainstream-Filmkomödie bedeutet. Schade.“

Auf Spiegel Online wurde der Film „als durch und durch konservativ[e] und konventionell[e] Liebesanbahnungskomödie, die sogar noch vorausahnbarer endet als vorausgeahnt,“ bezeichnet.